# Barrosa
Pour la race bovine, voir Barrosã.
Barrosa est une paroisse civile portugaise (en portugais : freguesia) de la municipalité de Benavente dans le district de Santarém.
Lors du recensement de 2021, Barrosa compte 638 habitants.